# 蒂里奧蝦
蒂里奧蝦（學名：Tealliocaris）是生存於石炭紀的一屬臀頭蝦類，是非海生的，但生活在海岸附近。牠們的背甲有一條單獨的橫向溝痕，以及位於兩側的兩條明顯的縱向脊稜狀隆線。胸部有多對附肢，第一對在一單獨的體節上。頭、胸部與腹部基本上是等長的，尾足則是分開的。